# Acolla
Acolla es una localidad peruana ubicada en la región Junín, provincia de Jauja, distrito de Acolla. Es asimismo capital del distrito de Acolla. Se encuentra a una altitud de 3465 m s. n. m. Tiene una población de 5138 habitantes en 1993.

## Clima
| Parámetros climáticos promedio de Acolla | Parámetros climáticos promedio de Acolla | Parámetros climáticos promedio de Acolla | Parámetros climáticos promedio de Acolla | Parámetros climáticos promedio de Acolla | Parámetros climáticos promedio de Acolla | Parámetros climáticos promedio de Acolla | Parámetros climáticos promedio de Acolla | Parámetros climáticos promedio de Acolla | Parámetros climáticos promedio de Acolla | Parámetros climáticos promedio de Acolla | Parámetros climáticos promedio de Acolla | Parámetros climáticos promedio de Acolla | Parámetros climáticos promedio de Acolla |
| Mes                                      | Ene.                                     | Feb.                                     | Mar.                                     | Abr.                                     | May.                                     | Jun.                                     | Jul.                                     | Ago.                                     | Sep.                                     | Oct.                                     | Nov.                                     | Dic.                                     | Anual                                    |
| ---------------------------------------- | ---------------------------------------- | ---------------------------------------- | ---------------------------------------- | ---------------------------------------- | ---------------------------------------- | ---------------------------------------- | ---------------------------------------- | ---------------------------------------- | ---------------------------------------- | ---------------------------------------- | ---------------------------------------- | ---------------------------------------- | ---------------------------------------- |
| Temp. media (°C)                         | 10.8                                     | 10.6                                     | 10.4                                     | 10.3                                     | 10                                       | 9.1                                      | 8.9                                      | 9.6                                      | 10.3                                     | 11.1                                     | 11.2                                     | 10.7                                     | 10.3                                     |
| Temp. mín. media (°C)                    | 4.7                                      | 5                                        | 4.5                                      | 3.5                                      | 2.4                                      | 0.5                                      | 0.2                                      | 1.1                                      | 2.8                                      | 4.1                                      | 4                                        | 3.9                                      | 3.1                                      |
| Fuente: climate-data.org                 |                                          |                                          |                                          |                                          |                                          |                                          |                                          |                                          |                                          |                                          |                                          |                                          |                                          |